# Principensische Sprache
Die Principensische Sprache, Eigenbezeichnung lunguyê („Sprache der Insel“) von ihren Sprechern, ist ein portugiesisches Kreol, das in einer Gemeinschaft von etwa 4000 Personen in São Tomé und Príncipe gesprochen wird – speziell auf der Insel Príncipe. Es gibt auf São Tomé zwei portugiesischbasierte Kreolsprachen, Angolar und Saotomensisch.
Heute wird Principensisch zumeist von einigen älteren Frauen (nach einer Schätzung hat die Sprache nur noch 200 Muttersprachler) gesprochen; der größte Teil der Inselgemeinschaft spricht inzwischen Standardportugiesisch; einige sprechen auch Forro.
Principensisch weist viele Ähnlichkeiten mit dem Forro auf Sao Tome auf und könnte als Forro-Dialekt betrachtet werden. Wie Forro ist es eine Kreolsprache basierend auf Portugiesisch mit dem Substrat von Bantusprachen und den Kwa-Sprachen.